# Idioma catalán
El catalán (autoglotónimo: català) es una lengua romance pluricéntrica hablada por unos diez millones de personas, incluyendo hablantes no nativos, en Cataluña, las Islas Baleares, Andorra, la Franja de Aragón, el Rosellón y la ciudad sarda de Alguer, así como en la Comunidad Valenciana y la comarca murciana de El Carche, donde recibe el nombre de valenciano (autoglotónimo: valencià). También es hablado por algunas pequeñas comunidades en otras partes del mundo.
El catalán es hablado de forma nativa por algo más de cuatro millones de personas en Cataluña, por alrededor de 600 000 personas en Baleares, por alrededor de dos millones de personas en la Comunidad Valenciana, y hasta diez millones de personas pueden hablarlo con diferentes niveles de fluidez a lo largo de su dominio lingüístico. Como las otras lenguas romances, el catalán deriva del latín vulgar que hablaban los romanos que se establecieron en Hispania durante la Edad Antigua.Català es el autoglotónimo y la denominación oficial en las comunidades autónomas de Cataluña y las Islas Baleares, en Andorra, en la ciudad italiana de Alguer, en la Franja oriental de Aragón, y es la denominación tradicional en la región francesa del Rosellón. Valencià es el autoglotónimo y la denominación oficial en la Comunidad Valenciana y la tradicional en El Carche.
El grado de uso y de oficialidad del catalán varía mucho según el territorio, que va desde la nula oficialidad en Francia a ser el único idioma oficial en Andorra, pasando por la cooficialidad en tres comunidades autónomas españolas y una parcial cooficialidad en Alguer. Según un estudio del Instituto de Estadística de Cataluña en 2008, el idioma catalán es el segundo más usado habitualmente en Cataluña, tras el español o castellano, que supera al catalán no solo como lengua habitual, sino también como lengua materna y de identificación, aunque el catalán es el más usado en cinco de las siete áreas funcionales de Cataluña y el 80 % de la población lo sabe hablar.
Cada aspecto y contexto social del uso del idioma en Cataluña es estudiado por la Generalidad de Cataluña con el fin de fomentar su uso, donde es la lengua principal en la educación, en las administraciones públicas y en los medios de comunicación públicos; además, esta invierte anualmente en la promoción del catalán tanto en Cataluña como en otros territorios.

## Nombre
El catalán recibe diversos nombres según donde se habla, debido a la gran cantidad de variantes dialectales que se engloban bajo los nombres de «idioma catalán» e «idioma valenciano». Catalán es el glotónimo más extendido y el nombre oficial del idioma en Cataluña, las Islas Baleares (conocido también como mallorquín, menorquín e ibicenco según la isla) y Andorra, mientras que en la Comunidad Valenciana el nombre oficial es valenciano (valencià), y en la ciudad italiana de Alguer el nombre oficial es catalán alguerés, mientras que en el habla se usan tanto el de catalán como el de alguerés. Para referirse al idioma también se han buscado diferentes propuestas, desde nombres de compromiso como catalán-valenciano-balear o neologismos como bacavés, o incluso singularizar la denominación del catalán de Cataluña con el neologismo catalunyès. Otros nombres que se usaron antiguamente son llemosí (lemosín) y catalanesc.

## Aspectos históricos, sociales y culturales

### Distribución geográfica

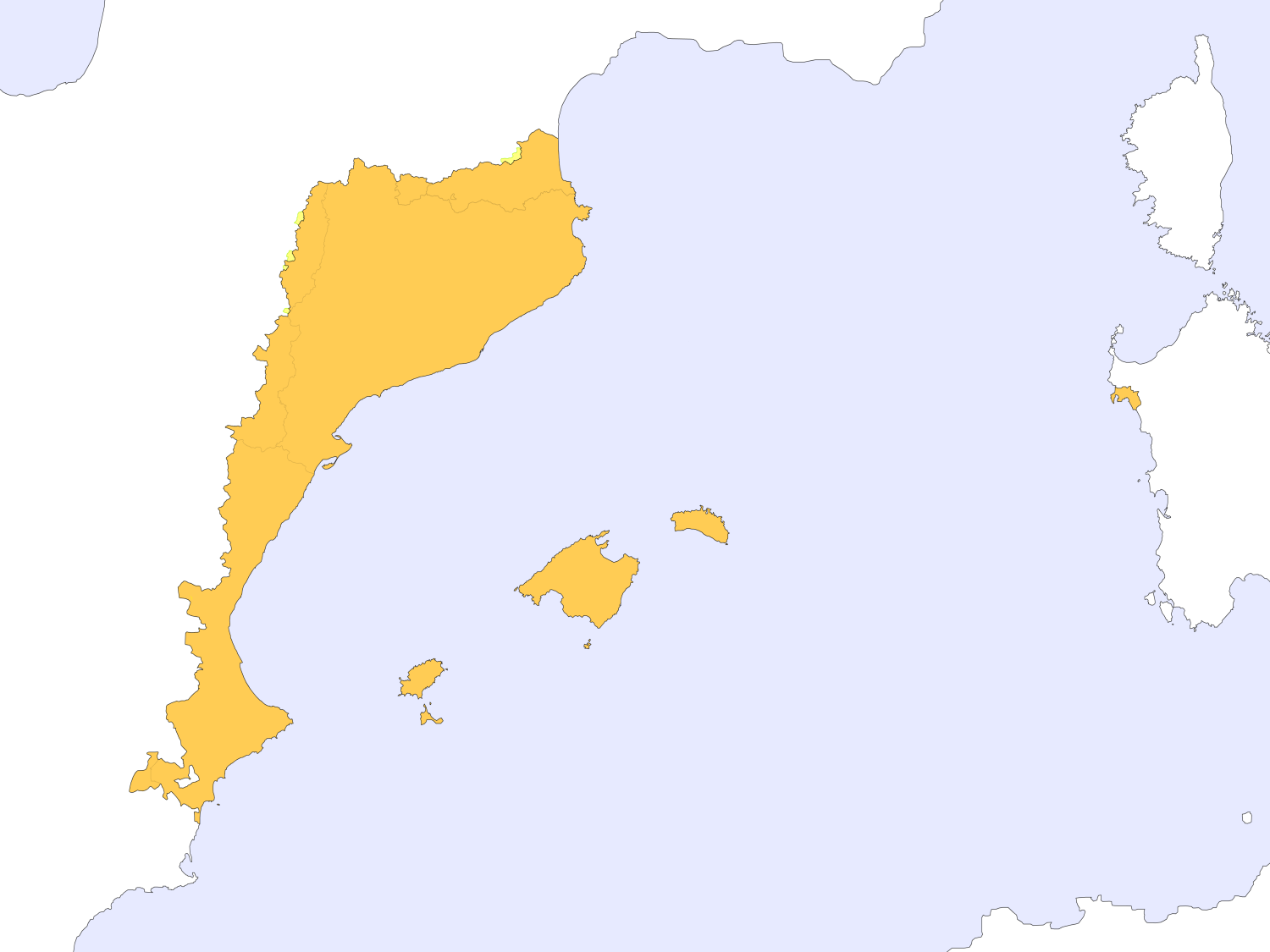
Territorios del catalán/valenciano

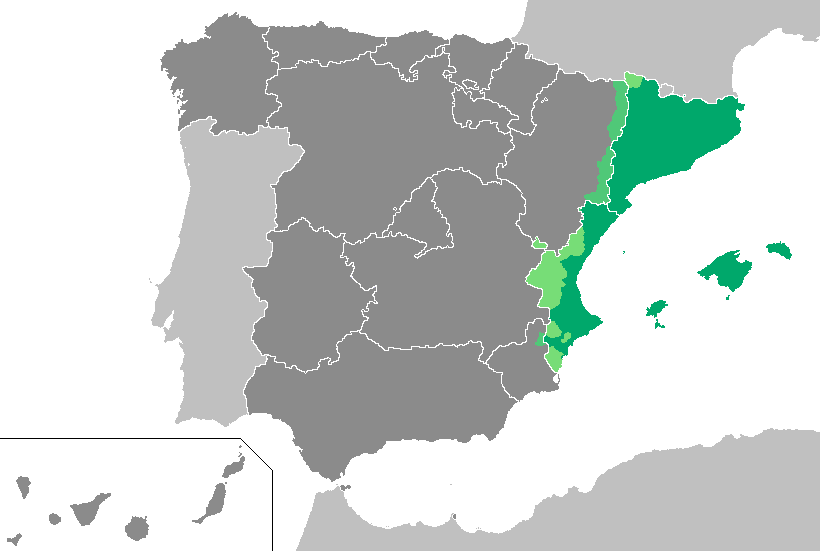
El idioma catalán/valenciano en España
Territorios catalanohablantes donde el catalán es oficial
Territorios catalanohablantes donde el catalán no es oficial
Territorios históricamente no catalanohablantes donde el catalán es oficial

Banderas de los territorios donde se habla el catalán/valenciano.

La lengua catalana (o valenciana) se habla en cuatro países diferentes:
- Andorra, donde es la lengua propia y único idioma oficial. Es la lengua habitual del 43,8 % de la población. Para más información, véase el artículo Lenguas de Andorra
- España
  - Cataluña, donde es la lengua propia y cooficial junto con el castellano y el occitano (variante aranesa). Existen diversas variantes dialectales dentro del territorio. Es la lengua materna del 31 % de la población.
  - Islas Baleares, donde es la lengua propia y cooficial junto al castellano; se hablan diversas variantes dialectales. Es la lengua habitual del 46 % de la población.
  - En la mayor parte de la Comunidad Valenciana, donde tiene la consideración de lengua propia bajo el nombre histórico, lingüístico y estatutario de valenciano y es oficial junto con el español. Existen diversas variantes dialectales, incluyendo una común entre el norte de la Comunidad Valenciana y el sur de Cataluña. Para el conjunto de la Comunidad Valenciana es la lengua habitual de un 40 % de la población, aproximadamente.
  - En la zona oriental de Aragón (La Franja Oriental), territorio formado por las comarcas de La Litera y el Matarraña, y cerca de la mitad de los municipios de la Ribagorza, Bajo Cinca y Bajo Aragón-Caspe. Cerca de 29 000 personas tienen como habitual la Lengua catalana en Aragón,[20] y aunque no tiene reconocimiento oficial, se recoge en la legislación autonómica sobre uso, protección y defensa de las lenguas propias de Aragón, pero sin que aparezca en el texto la palabra 'catalán'.[21]
  - En la zona de El Carche, en la Región de Murcia. Debido a una repoblación de valencianos en la Edad Moderna.
- Francia
  - Los antiguos territorios tributarios de los condados de Rosellón y Cerdaña, que formaron parte de la Monarquía Hispánica hasta la Paz de los Pirineos (1659). Actualmente se corresponden con la casi totalidad del departamento de los Pirineos Orientales. Aquí el catalán no es oficial y ha retrocedido mucho ante el francés. Su uso es minoritario, es la lengua habitual del 5,7 % de la población.[22]
- Italia
  - La ciudad italiana de Alguer en la isla de Cerdeña, donde en su variante algueresa, en 2004, era primera lengua de un 22,4 % y lengua habitual de un 13,9 % de la población.[23] Tanto el Estado italiano como la propia ciudad de Alguer defienden por ley el uso oficial del catalán.[24][25]

Una denominación que intenta englobar a toda esa área lingüística, no exenta de discusiones por el carácter ideológico que ha ido adquiriendo, es la de Países Catalanes, acuñada a finales del siglo XIX y popularizada por Joan Fuster en su obra Nosaltres els valencians («Nosotros los valencianos», 1962). Especialmente en la Comunidad Valenciana el término "países catalanes" y el pancatalanismo asociado a él ha sido fuente de numerosas controversias.

### Situación sociolingüística del catalán
La característica sociolingüística más destacada del catalán es que en todos los territorios en los que se habla se encuentra en situación de bilingüismo social: con el francés en el Rosellón, con el italiano (más que con el sardo) en Alguer, y con el castellano en el resto de su ámbito lingüístico, incluyendo Andorra, donde es la única lengua oficial según la Constitución andorrana pero donde también se habla el castellano, el portugués y el francés.

#### Conocimiento del catalán (2003-2004)
| Territorio                | Hablar | Entender | Leer | Escribir |
| Cataluña                  | 84,7   | 97,4     | 90,5 | 62,3     |
| Comunidad Valenciana      | 57,5   | 78,1     | 54,9 | 32,5     |
| Islas Baleares            | 74,6   | 93,1     | 79,6 | 46,9     |
| Rosellón                  | 37,1   | 65,3     | 31,4 | 10,6     |
| Andorra                   | 78,9   | 96       | 89,7 | 61,1     |
| Franja Oriental de Aragón | 88,8   | 98,5     | 72,9 | 30,3     |
| Alguer                    | 67,6   | 89,9     | 50,9 | 28,4     |

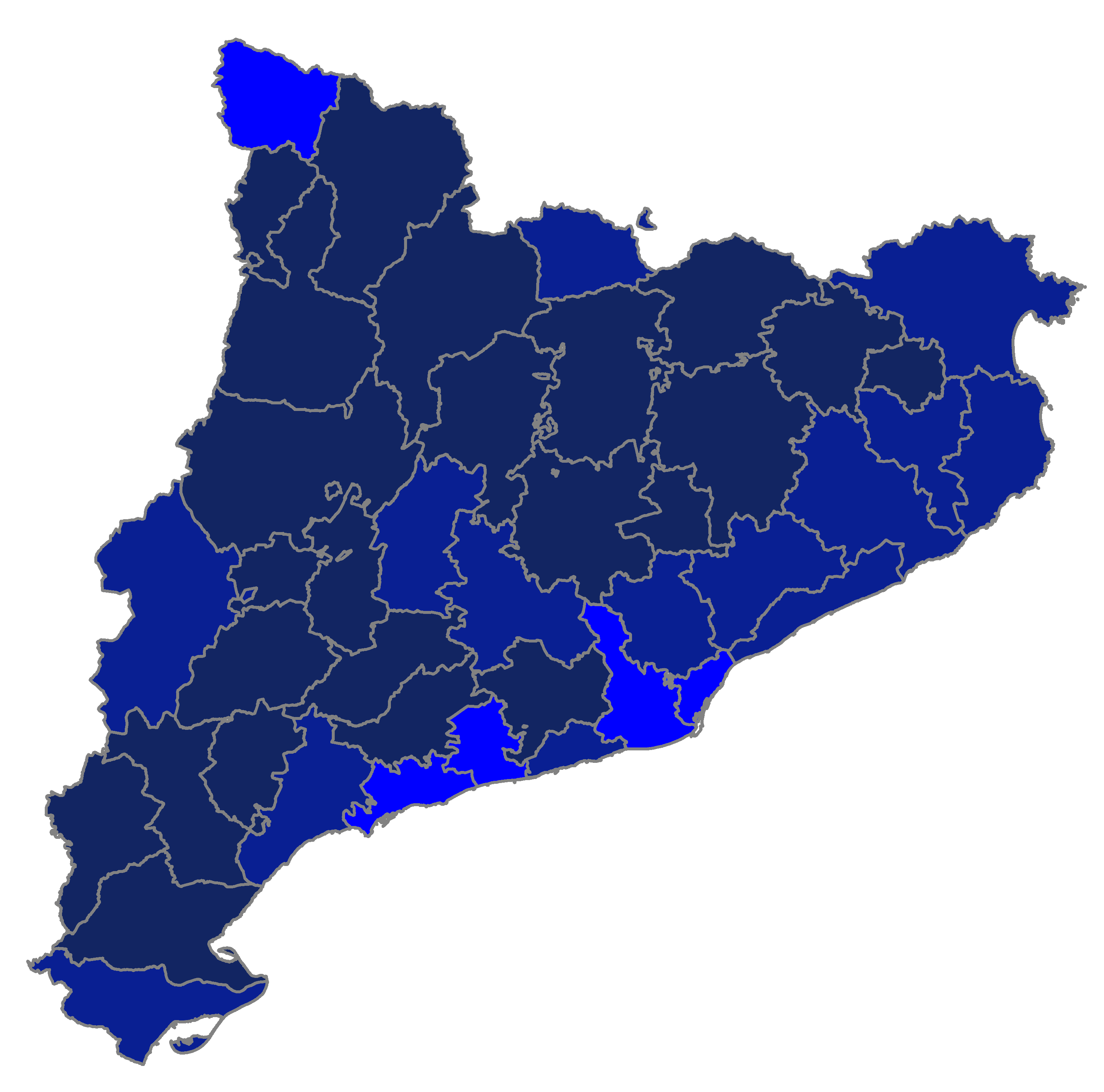
Conocimiento del catalán por comarcas en 2011. (Fuente: IDESCAT).
61-70 %
71-80 %
+81 %

(% de la población de 15 y más años).

#### Uso social
| Territorio                | En casa[cita requerida] | En la calle[cita requerida] |
| Cataluña                  | 45 %                    | 51 %                        |
| Comunidad Valenciana      | 37 %                    | 32 %                        |
| Islas Baleares            | 44 %                    | 41 %                        |
| Rosellón                  | 1 %                     | 1 %                         |
| Andorra                   | 38 %                    | 51 %                        |
| Franja Oriental de Aragón | 70 %                    | 61 %                        |
| Alguer                    | 8 %                     | 4 %                         |

(% de la población de 15 y más años).

#### Lengua materna
En cuanto a la lengua materna se tienen estas cifras:

| Territorio                | Personas  | Porcentaje |
| ------------------------- | --------- | ---------- |
| Cataluña                  | 2 337 281 | 31,0 %     |
| Comunidad Valenciana      | 1 047 000 | 21,1 %     |
| Islas Baleares            | 392 000   | 36,1 %     |
| Andorra                   | 26 000    | 33,8 %     |
| Franja Oriental de Aragón | 33 000    | 70,2 %     |
| Rosellón                  | 35 000    | 8,5 %      |
| Alguer                    | 8000      | 20,0 %     |
| TOTAL                     | 4 353 000 | 31,2 %     |

##### Cataluña
En Cataluña se hablan varias lenguas, siendo las principales el catalán y el castellano o español. De acuerdo con el Estatuto de Autonomía, ambos idiomas, junto con el occitano (en su variante aranesa), son oficiales. Además, se considera al catalán lengua autóctona de Cataluña, en tanto que el occitano se considera lengua propia del Valle de Arán. Generalmente los ciudadanos de Cataluña son bilingües y conocen las dos lenguas principales aunque difieren respecto al idioma que tienen por lengua materna. Según los datos de 2018, el 99,8 % de los ciudadanos de Cataluña sabe hablar castellano en tanto que el 81,2 % sabe hablar catalán. Además, el uso por cada hablante de uno u otro idioma depende con frecuencia del ámbito social en el que se exprese. Según los datos del Instituto de Estadística de Cataluña, en 2018 el 36,1 % de los ciudadanos de Cataluña mayoritariamente utiliza el catalán como lengua habitual, el 48,6 % mayoritariamente el castellano, el 7,4 % ambas y el 0,03 % el aranés. El 4,2 % de la población residente de Cataluña utiliza habitualmente otras lenguas principalmente el árabe (0,9 %), el inglés (0,4 %) y el rumano (0,4 %). El aranés es la lengua materna del 22,4 % de la población del Valle de Arán, la propia del 27,1 % y la habitual del 23,4 %.
En Cataluña se hablan los dos bloques principales de la lengua catalana. El oriental tiene como máximo exponente el dialecto central, que se habla en las comarcas del norte de Tarragona, Barcelona, y Gerona, en cuya región pirenaica se atisban rasgos de catalán septentrional. El occidental es el propio de las comarcas occidentales de Cataluña (provincia de Lérida y sur de las tarraconenses) y muestra rasgos similares al valenciano, con el que forma un continuo y en cuya intersección se encuentra el tortosino. El catalán es especialmente preponderante fuera del área metropolitana de Barcelona y del Campo de Tarragona. La Generalidad ha venido desarrollando legislación que promueve y protege el uso social del catalán. En 2018, la catalana era considerada la lengua materna del 34,3 % de los ciudadanos de Cataluña (31,5 % exclusivamente catalán y 2,8 % bilingüe en castellano), la propia del 43,2 % (36,3 % exclusivamente catalán y 6,9 % bilingüe en castellano) y la de uso habitual del 43,5 % (36,1 % exclusivamente catalán y 7,4 % bilingüe en castellano). Los porcentajes de los hablantes bilingües incluyen aquellos que consideran conjuntamente al castellano y al catalán como lengua materna, propia o de uso habitual.
El castellano que se habla en Cataluña tiene rasgos dispares, sin mostrar un dialecto específico. Algunos hablantes del castellano que son originarios de otras regiones de España muestran rasgos fonéticos y dialectales propios de su tierra de origen, mientras que otros neutralizaron esos rasgos, ya sea a voluntad, por contacto con catalanohablantes, por la influencia de los medios de comunicación, etc. Los catalanohablantes que hablan castellano muestran algunas influencias de su lengua materna y sus rasgos son, a veces, estereotipados como los propios de todos los ciudadanos de Cataluña al hablar en lengua castellana. El castellano no se considera lengua propia de Cataluña por su origen, puesto que proviene del centro de la península. No obstante, su uso fue aumentando desde el siglo XVI en ciertos sectores de la población, fundamentalmente en entornos urbanos, vinculado al mundo editorial y al mercado lector.
A pesar de todo, la situación fue en la práctica de monolingüismo hasta finales del siglo XIX, cuando se inicia la escolarización masiva de la población (en castellano), según un estudio del Centre de Recerca en Sociolingüística i Comunicació de la universidad de Barcelona. Los inmigrantes castellanoparlantes llegados a Cataluña generalmente adoptaban el catalán, por ser la lengua de la calle, hasta al menos los años 1930. Esta situación cambió radicalmente con la gran ola migratoria que tuvo lugar entre 1950 y 1975, cuando en poco tiempo los 2 millones y medio de catalanes nativos se vieron incrementados con un millón y medio de inmigrantes sin formación, provenientes de toda España y en especial de las áreas más pobres.
En 2018, el castellano era la lengua materna del 55,5 % de los ciudadanos de Cataluña (52,7 % exclusivamente castellano y 2,8 % bilingüe en catalán), la propia del 53,5 % (46,6 % exclusivamente castellano y 6,9 % bilingüe en catalán), y la habitual del 56 % (48,6 % exclusivamente castellano y 7,4 % bilingüe en catalán). Los porcentajes de los hablantes bilingües incluyen aquellos que consideran conjuntamente al castellano y al catalán como lengua materna, propia o de uso habitual.
La comunidad inmigrante o foránea instalada en Cataluña a menudo mantiene su lengua materna para comunicarse con sus familiares o hablantes de su mismo idioma que residan también en el territorio. Aparte del castellano hablado por los inmigrantes procedentes del resto de España y de Hispanoamérica, destacan sobre todo el árabe y el rumano, si bien su número se extiende considerablemente en ciudades que, como Barcelona, con habitantes de hasta 131 nacionalidades, muestra un amplio repertorio lingüístico, de los que además de los citados, destaca el bereber, el francés, el portugués, el alemán, el ruso, y el inglés. La encuesta estadística de usos lingüísticos de la Generalidad realizada en 2003 revelaba también la presencia importante de hablantes de gallego como lengua inicial.
En Cataluña el factor más importante del bilingüismo social es la inmigración desde el resto de España en el siglo XX. Se ha calculado que, sin migraciones, la población de Cataluña habría pasado de unos 2 millones de personas en 1900 a 2,4 en 1980, en vez de los más de 6,1 millones censados en esa fecha (y superando los 7,4 millones en 2009); es decir, la población sin migración habría sido solamente el 39 % en 1980.
Actualmente, según el Instituto de Estadística de la Generalidad, el idioma catalán es el segundo más usado habitualmente en Cataluña, tras el idioma castellano, que supera al catalán no solo como lengua habitual, sino también como lengua materna y de identificación,[cita requerida] aunque el catalán es el más usado en 5 de las 7 áreas funcionales de Cataluña.[cita requerida] Según los datos del Instituto de Estadística de Cataluña (Idescat) para el año 2018, el catalán es la lengua habitual del 43 % de la población de Cataluña (un 36 % como lengua habitual y un 7 % bilingüe con el castellano). En términos absolutos, 2 779 300 personas tienen al catalán como idioma habitual (2 305 100 como lengua habitual y 474 200 bilingüe con el castellano), frente a 3 566 700 (57,90 %) que tienen al castellano. Respecto a la encuesta anterior de Idescat se observa un aumento en cifras absolutas del uso habitual del catalán (2 933 300 frente a 2 850 000 de 2003) pero un retroceso en valores relativos (47,6 % frente a 50,7 %). Se observa también un crecimiento, tanto en valores absolutos como relativos, de los habitantes de Cataluña que usan habitualmente tanto el castellano como el catalán (en valores absolutos se produce casi una triplicación, pasando de 265 400 a 736 700; en valores relativos, el crecimiento es del 4,7 % al 12 %), lo que se traduce en la disminución de las personas que utilizan habitualmente solo el catalán.
Los habitantes de Cataluña que tienen lengua materna al catalán son menos que aquellos que la usan de forma habitual. Según Idescat, en 2008, 2 186 000 personas (34,60 %) tenían al catalán como lengua materna (frente a 3 625 500, 58 %, que tienen al castellano). Estas cifras incluyen a 236 500 que también tienen como lengua materna al castellano. Se muestran fenómenos similares a los descritos con la lengua habitual en relación con los datos de 2003: estabilización de hablantes que tienen al catalán como lengua materna (2 177 800 en 2003 frente a los citados 2 186 000 de 2008), con retroceso en términos relativos (38,70 frente a 34,6 %); aumento de los hablantes que tienen como lenguas maternas al castellano y al catalán (se pasa de 141 600 a 236 500 hablantes; aumento del 2,5 al 3 % en términos relativos), con la consiguiente disminución del número de personas que consideran exclusivamente al catalán como lengua materna.
En sentido similar, los ciudadanos de Cataluña que consideran al catalán como lengua de identificación son menos (pero no de forma tan acusada) que los que la usan de forma habitual. Según los datos de Idescat, en 2008, 2 770 500 personas (49,3 %) tenían al catalán como lengua de identificación (por 3 410 300, 55,30 % que lo hacían con el castellano). Estas cifras incluyen a 542 800 personas que también se identifican con el castellano. Se muestran los mismos fenómenos que los relativos a lengua habitual y materna con respecto a los datos de 2003: ligero aumento del número de hablantes que se identifican con el catalán (2 770 500 en 2003 frente a los citados 2 770 500 de 2008), con retroceso en términos relativos (49,3 frente a 46 %); aumento de los hablantes que se identifican con el catalán y el castellano (se pasa de 278 600 a 542 800 hablantes; aumento del 5 al 8,8 % en términos relativos), con la simétrica disminución del número de personas que se identifican exclusivamente con el catalán.
En cuanto al conocimiento escrito, según datos oficiales de 2007, el 56,3 % de la población catalana sabía escribir en catalán.
| Conocimiento                    | Personas  | Porcentaje |
| ------------------------------- | --------- | ---------- |
| Lo entiende                     | 6 610 202 | 93,8 %     |
| Lo sabe hablar                  | 5 331 000 | 78,3 %     |
| Lo sabe leer                    | 5 143 100 | 75,0 %     |
| Lo sabe escribir                | 3 967 500 | 56,3 %     |
| Población total mayor de 2 años | 7 049 900 | 100 %      |

|                          | Año 2003   | Año 2003 | Año 2008   | Año 2008 |
| Personas                 | Porcentaje | Personas | Porcentaje |          |
| ------------------------ | ---------- | -------- | ---------- | -------- |
| Lengua habitual          | 2 850 300  | 50,7 %   | 2 196 600  | 35,6 %   |
| Lengua materna           | 2 177 800  | 38,7 %   | 2 186 000  | 34,6 %   |
| Lengua de identificación | 2 770 500  | 49,3 %   | 2 295 300  | 37,2 %   |

aCifras incluyendo tanto los hablantes que consideran solo al catalán como lengua habitual, materna o de identificación como a los que consideran de tal forma tanto al catalán como al castellano.
Se observa que el catalán se mantiene como lengua habitual en términos absolutos entre 1980 y 2008, aunque de manera lenta, en vez de retroceder como en la Comunidad Valenciana o Rosellón. El retroceso en términos relativos que se ha producido en el periodo 2003-2008 se debe a la importante llegada de inmigrantes a Cataluña, más de medio millón en dicho periodo, un 36 % de los cuales tiene al castellano como lengua materna. Otros estudios, como La segunda generación en Barcelona: un estudio longitudinal (marzo de 2009), aplicado al área metropolitana de Barcelona, señalan que aproximadamente el 80 % de los inmigrantes de la zona de estudio considerada prefiere utilizar el castellano, un porcentaje superior al de los que lo hablan por su origen. Los autores creen que es así por haberse instalado los inmigrantes en barrios donde el castellano es más usual.

Áreas funcionales de Cataluña.
Área Metropolitana de Barcelona
Campo de Tarragona
Cataluña Central
Poniente
Comarcas gerundenses
Alto Pirineo y Arán
Tierras del Ebro

Con respecto a la distribución territorial (datos de 2008), el uso del catalán (exclusivo, sin contar a quienes hablan también habitualmente en castellano) es predominante en las áreas funcionales de las Comarcas gerundenses (50,9 %), Tierras del Ebro (72,8 %), Poniente (64,4 %), Cataluña Central (56,7 %) y Alto Pirineo y Arán (60,1 %), donde el catalán como lengua habitual (exclusiva) es usado por más del 50 % de la población. Los grados menores de uso se dan en el Campo de Tarragona (33,1 %) y el área metropolitana de Barcelona (27,8 %). Respecto a los datos de 2003, se observa un retroceso porcentual de los hablantes habituales exclusivos de catalán en todas las áreas, que va del 8,8 % en Poniente al 16,5 del Campo de Tarragona.
La Generalidad de Cataluña ha llevado a cabo una labor de fomento y potenciación del uso del catalán como la lengua prioritaria en Cataluña. Tanto el estatuto de autonomía de 1979 como el de 2006 definen al catalán como lengua propia de Cataluña. El estatuto de 2006 indica además que:

El catalán [...] es la lengua de uso normal y preferente de las Administraciones públicas y de los medios de comunicación públicos de Cataluña, y es también la lengua normalmente utilizada como vehicular y de aprendizaje en la enseñanza.
Estatuto de Autonomía de Cataluña, artículo 6.a.

##### Comunidad Valenciana
La parte valencianohablante de la Comunidad Valenciana tiene una realidad sociolingüística compleja y plural, debido por un lado a la inmigración desde zonas castellanohablantes de España, y por otro lado a la sustitución lingüística, principalmente en las ciudades de Valencia y Alicante. Actualmente predomina el castellano en las zonas urbanas y el valenciano en las zonas rurales; la provincia de Castellón y el sur de la provincia de Valencia y el norte de la provincia de Alicante son las zonas donde más se habla el valenciano, y el sur de la provincia de Alicante y el área metropolitana de Valencia son las zonas donde menos se habla. 
En la Comunidad Valenciana existen dos lenguas de amplio uso y conocimiento entre la población autóctona: el valenciano y el castellano, declaradas como idiomas oficiales según el Estatuto de Autonomía. El valenciano está considerado como lengua propia, si bien el castellano es la lengua empleada por la mayor parte de la población y los medios de comunicación, pero ambas cuentan con una amplia tradición literaria y cultural. Asimismo, en la Comunidad Valenciana existen dos predominios lingüísticos oficiales territorialmente para el castellano y el valenciano, definidas por la Ley de uso y enseñanza del valenciano, basándose en la distribución lingüística del siglo XIX.
El predominio castellano se concentra básicamente en una franja interior central y occidental, y un exclave (Aspe y Monforte del Cid) en el extremo sur, comprendiendo en ella el 25 % del territorio y en la que reside el 13 % de la población. En dicho territorio se emplean unas variantes dialectales que son la churra y la murciana, si bien esta última no está consensuada por todos los lingüistas debido a las diferencias dialectales de la Vega Baja del Segura y Villena con la zona oriental de Murcia. El valenciano tiene en esta zona un grado de conocimiento limitado.
El predominio del valenciano se concentra en la costa y comarcas contiguas, abarca un 75 % del territorio y en ella reside el 87 % de la población. En esta área, el 36,4 % de la población afirma utilizarlo preferentemente en el hogar, según un sondeo del 2005, frente a un 54,5 % que usa preferentemente el castellano. Por zonas, el uso del valenciano en el hogar es predominante en las zonas de concentración urbana media o baja del área, mientras que el castellano lo es en las grandes concentraciones urbanas. El castellano que se habla en esta área es a grandes rasgos un estándar con algunos rasgos fonéticos y léxicos propios o influenciados por el valenciano.
En la parte de la Comunidad Valenciana donde es lengua propia, existe un proceso de sustitución lingüística del valenciano (o catalán) por el castellano. Este se ha completado casi del todo en la ciudad de Alicante y está muy avanzado en la de Valencia, aunque aún no es importante en áreas rurales. Hasta época reciente, muchos hablantes estaban en situación próxima a la diglosia, lo que significa que usaban el catalán solo en situaciones informales, mientras que en las situaciones institucionalizadas se usaba en exclusiva el castellano. Pero desde que se enseña en las escuelas ha aumentado mucho su conocimiento escrito, aunque en las últimas décadas ha retrocedido mucho su uso social. Además ha habido una importante inmigración desde otras partes de España, lo que ha contribuido al predominio estadístico del castellano en la comunidad.
| Conocimiento                     | Porcentaje |
| -------------------------------- | ---------- |
| Lo entiende                      | 76 %       |
| Lo sabe hablar                   | 53,3 %     |
| Lo sabe leer                     | 47 %       |
| Lo sabe escribir                 | 25,3 %     |
| Población total mayor de 15 años | 100 %      |

##### Islas Baleares
El catalán es la lengua propia de las Islas Baleares (así definida en su Estatuto de Autonomía) y cooficial, junto al castellano, por serlo esta en todo el Estado. El caso balear es parecido al de Cataluña, ya que aquí el factor principal en la expansión del castellano ha sido la inmigración, en mucha mayor medida que la sustitución lingüística. La situación sociolingüística del catalán en las Islas Baleares es diferente según la isla y la zona, en Menorca y en la mayor parte de Mallorca, en la Parte Foránea, es donde más se habla el catalán, y en Palma de Mallorca y en Ibiza es donde menos se habla. Además, en las zonas turísticas, se hablan el inglés y el alemán. Aunque con menos impacto, el italiano es también un idioma frecuente, sobre todo en Formentera, que cuenta con un alto índice de turismo de esa nacionalidad.
De acuerdo con los datos del censo del Instituto de Estadística de las Islas Baleares de 2001 y los datos sociolingüísticos del IEC de 2002, con respecto al catalán la población se distribuiría de la siguiente manera: sabe hablarlo el 74,6 %, lo entiende el 93,1 %, sabe leerlo el 79,6 %, sabe escribirlo el 46,9 %. Por su parte, según una encuesta realizada en 2003 por la Secretaría de Política Lingüística, de los 1 113 114 habitantes de Baleares lo entienden 749 100 (el 93,1 %), lo saben hablar 600 500 (el 74,6 %), y es la lengua habitual para 404 800 personas (el 45,7 %).
| Conocimiento                     | Personas | Porcentaje |
| -------------------------------- | -------- | ---------- |
| Lo entiende                      | 749 100  | 93,1 %     |
| Lo sabe hablar                   | 600 500  | 74,6 %     |
| Lo sabe leer                     | 640 700  | 79,6 %     |
| Lo sabe escribir                 | 377 200  | 46,9 %     |
| Población total mayor de 15 años | 804 800  | 100 %      |

|                 | Año 2003   | Año 2003 |
| Personas        | Porcentaje |          |
| --------------- | ---------- | -------- |
| Lengua habitual | 404 800    | 45,7 %   |
| Lengua materna  | 343 200    | 42,6 %   |

##### Franja Oriental de Aragón
El catalán es la lengua propia y tradicional de este territorio llamado Franja Oriental de Aragón. Es hablado por un sector significativo de la población, siendo el territorio donde el conocimiento oral del catalán es el más universalizado. Lo saben hablar el 80,2 % de los adultos, que representan 33 743 hablantes de catalán en la Franja (datos de la última encuesta, de 2014). El año 2004 eran 42 000 personas, el 88,8 % de la población adulta. La reducción se debe sobre todo a causas demográficas, más que a causas sociolingüísticas. En todo Aragón hay 55 513 hablantes de catalán, según datos censales. A pesar de todo ello, no es una lengua oficial ni en la Franja ni en Aragón, y tiene una presencia casi nula en las instituciones públicas, muy limitada en la enseñanza, donde solo es posible estudiarla como optativa, en la administración y en actos públicos en general.

##### Andorra
El caso andorrano es parecido al de Cataluña, ya que aquí el factor principal en la expansión del español y del francés ha sido la inmigración en mucha mayor medida que la sustitución lingüística. Además, el catalán es el idioma oficial de Andorra, siendo por tanto el único estado del mundo donde esta lengua es la única oficial.
Que un estado independiente lo tenga por idioma oficial le permite al catalán tener una cierta presencia en el ámbito internacional. El ingreso de Andorra en la ONU, el 28 de julio de 1993, permitió por primera vez en la historia el uso del catalán en una asamblea de esta organización. También Andorra llevó por primera vez la lengua catalana al Festival de la Canción de Eurovisión en 2004 con Marta Roure y la canción «Jugarem a estimar-nos».

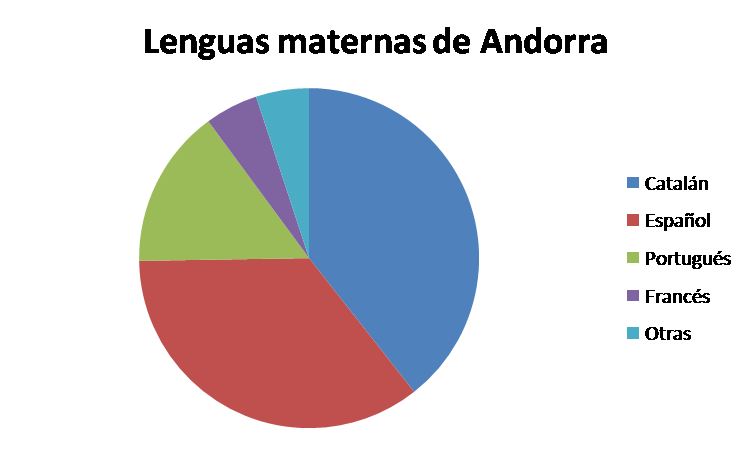
Gráfico de lenguas maternas de Andorra.

La realidad lingüística de Andorra es el resultado de la gran transformación demográfica que ha vivido el país desde la segunda mitad del siglo XX: en 1940 las personas extranjeras residentes en el país representaban solo el 17 %; en 1989 representaban el 75,7 % —máximo histórico— y en 2007 son alrededor del 65 %. También suele oírse el francés, por la situación fronteriza del Principado. Recientemente ha habido un incremento significativo de la población de habla portuguesa.
De acuerdo con el Servicio de Política Lingüística del gobierno andorrano, el catalán es la lengua materna del 49,4 % de la población de nacionalidad andorrana, pero solo el 29,9 % de la población total lo utiliza. Por el contrario, el castellano es la lengua materna más extendida entre la población del Principado. A pesar del crecimiento de la población de nacionalidades andorrana y portuguesa, el 43,4 % declaró que el castellano es su lengua materna. El estudio muestra que en los últimos años se ha producido un deterioro de la posición de la lengua catalana en favor del castellano.
En cuanto a la alfabetización, el 100 % de los ciudadanos saben leer y escribir. El castellano es la lengua que ocupa el primer lugar respecto a la proporción de la población que aprendió a leer y escribir, seguida del francés, y en tercer lugar el catalán.
Según el Observatorio Social de Andorra del Instituto de Estudios Andorranos, los usos lingüísticos en Andorra son los siguientes:
| Idioma    | Lengua materna | Lengua habitual |
| --------- | -------------- | --------------- |
| Catalán   | 38,8 %         | 58,3 %          |
| Español   | 35,4 %         | 37,3 %          |
| Portugués | 15 %           | 3,5 %           |
| Francés   | 5,4 %          | 2,2 %           |
| Otras     | 5,5 %          | 0,5 %           |

##### Rosellón

Comarcas tradicionales del departamento de Pirineos Orientales. Toponimia en catalán.

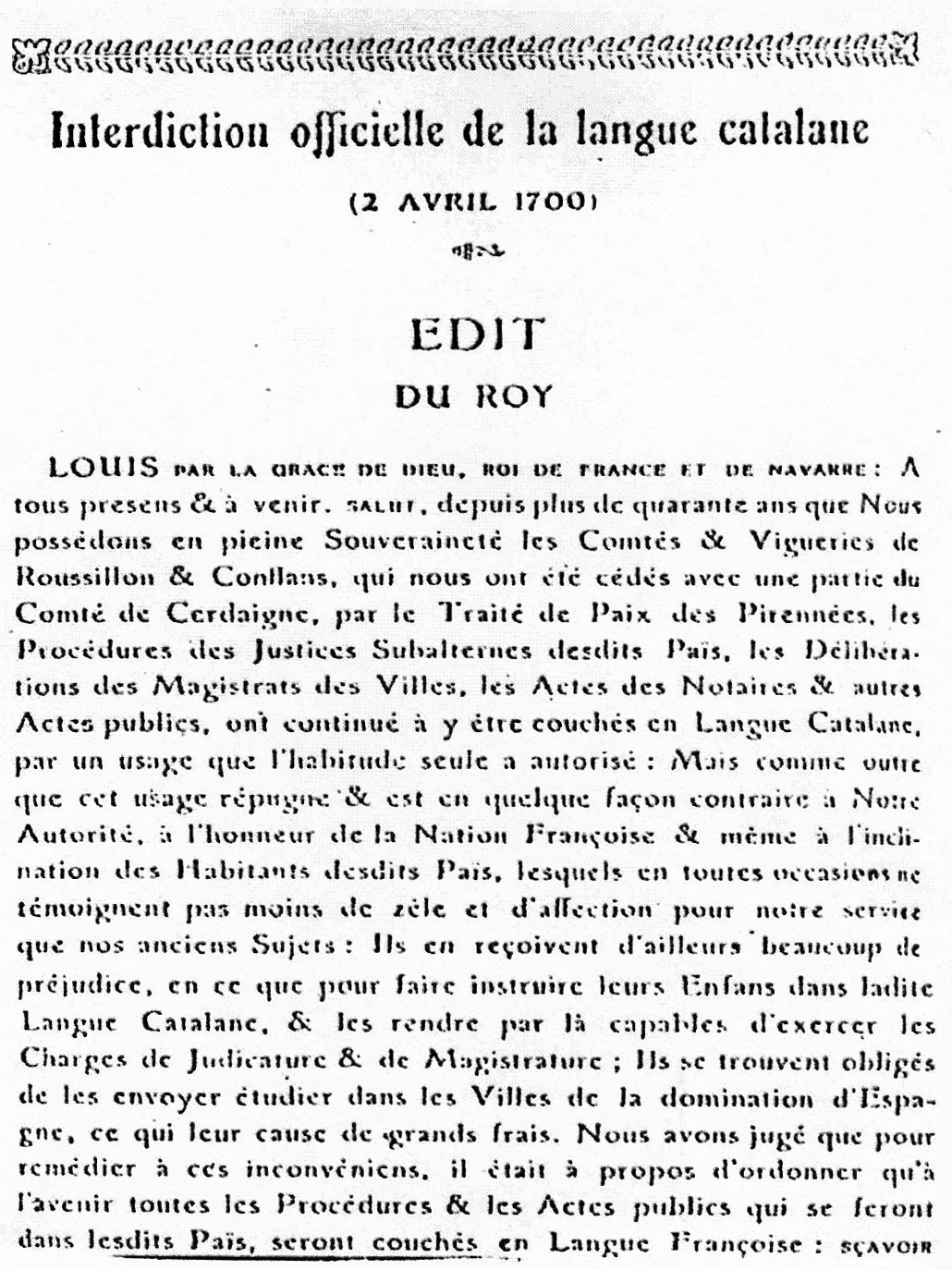
Decreto de Prohibición Oficial de la Lengua Catalana en el Rosellón.

En el Rosellón, como en la mayor parte de Francia, el proceso de sustitución lingüística del idioma local por el francés está muy avanzado, con el clásico patrón por el cual el idioma cambia primero en las ciudades y solo más tarde en el campo. Actualmente cerca de la mitad de la población entiende el catalán y entre un 20 % y un 30 % es capaz de hablarlo, pero su conocimiento escrito y su uso social es inferior al 10 %.
El real decreto francés de Luis XIV del 2 de abril de 1700, con fecha de aplicación de 1 de mayo del mismo año, prohibió drásticamente el uso de la lengua catalana en documentos oficiales, notariales y de otro tipo, bajo pena de invalidar el contenido. Desde entonces, el francés continúa siendo la única lengua oficial, y la única que se utiliza en la enseñanza pública.
Los últimos datos sociolingüísticos de los que dispone la Generalidad de Cataluña (2004) reflejan que el francés es la lengua mayoritaria en el Rosellón, con una presencia minoritaria del catalán. Habitualmente, a pesar del extendido ambiente de catalanidad, el 92 % de la población habla francés, el 3,5 % catalán, ambos idiomas el 1 % y el 3,5 % habla otras lenguas.
En cuanto a usos lingüísticos en diversos ámbitos cabe señalar que el 80,5 % de los nacidos en el Rosellón hablan únicamente francés en el ámbito familiar en contraposición con un 17,3 % en el que el catalán está presente. Además, el ámbito del uso del catalán se reduce cada vez más en las nuevas generaciones y en los inmigrantes. Solo un 6,3 % de los estudiantes del Rosellón hablan en catalán entre ellos y un 0,5 % lo hace cuando va al médico. Sin embargo, la conciencia lingüística no ha disminuido y un 62,9 % de los habitantes del Rosellón cree que los niños deberían aprender catalán.
Asimismo, según las estadísticas oficiales, el 65,3 % de la población entiende el catalán, un 31,7 % lo sabe leer y un 10,6 % lo sabe escribir. Estos resultados se deben evaluar paralelamente con los deseos en relación con la lengua catalana. Así, un 57,9 % de la población querrían hablar catalán y un 62,9 % desearía que sus hijos aprendan catalán.

##### Alguer (Cerdeña)
La ciudad de Alguer (Cerdeña, Italia) tiene una población de 43 831 habitantes (2009). La población de la ciudad fue sustituida por colonos catalanes de las comarcas del Panadés y del Campo de Tarragona tras un levantamiento popular contra el rey Pedro el Ceremonioso. A finales de 1354, la población quedó muy reducida por el hambre, después de medio año de asedio, y los resistentes alguereses fueron expulsados o esclavizados.
Por eso hasta hace relativamente poco la lengua mayoritaria de la ciudad era el catalán, en su variedad algueresa. Desde el fin de la Segunda Guerra Mundial, sin embargo, la inmigración de gente que habla sardo y la escuela, la televisión y los periódicos de habla italiana han hecho que menos familias lo hayan transmitido a los hijos. En 2004 los usos lingüísticos de la población de Alguer eran los siguientes:
|          | Primera lengua | Lengua habitual |
| -------- | -------------- | --------------- |
| Italiano | 59,2 %         | 83 %            |
| Catalán  | 22,4 %         | 13,9 %          |
| Sardo    | 12,3 %         | 2,8 %           |

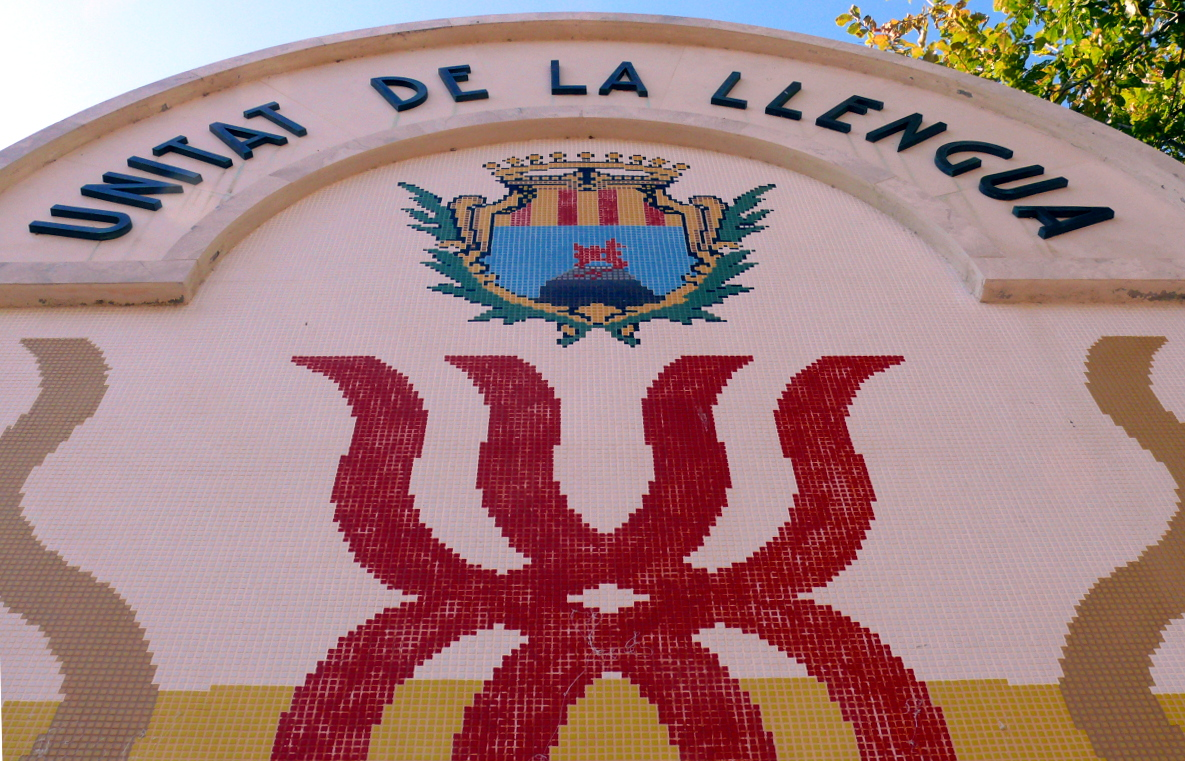
Monumento a la unidad de la lengua catalana en Alguer.

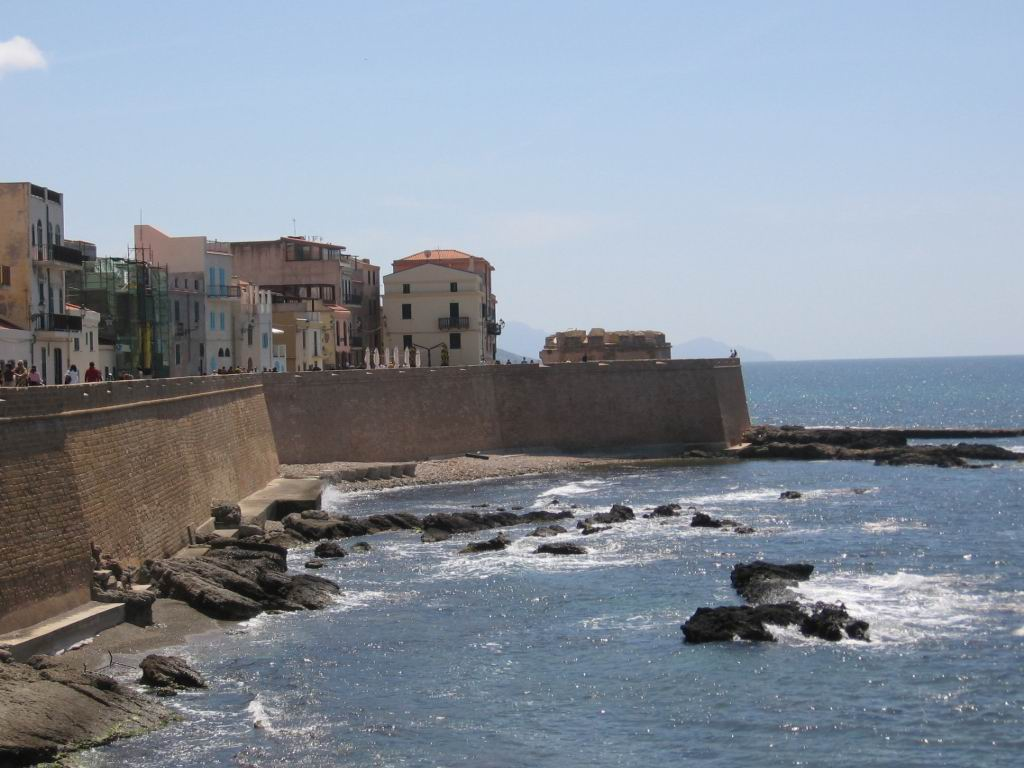
Muralla de Alguer.

Hasta hace relativamente poco, la mayoría de los habitantes de la zona hablaban alguerés, una variedad dialectal del catalán con influencias del sardo y el italiano. El catalán fue reemplazado por el castellano como lengua oficial durante el siglo XVII, y, en el siglo XVIII, por el italiano.
En 1990 un 60 % de la población local aún entendía el alguerés hablado aunque, desde hace un tiempo, pocas familias lo han transmitido a los hijos. Aun así, la mayoría de los alguereses de más de 30 años lo saben hablar y diferentes entidades promueven la lengua y la cultura, como por ejemplo Òmnium Cultural, el Centre María Montessori y la Obra Cultural de l'Alguer.
Los últimos datos sociolingüísticos de la Generalidad de Cataluña (2004) reflejan que para el 80,7 % de la población de Alguer la lengua vernácula es el italiano, la primera lengua del 59,8 % de la población y la habitual del 83,1 %. El catalán es la primera lengua para el 22,4 % de la población pero es menos de un 15 % quien la tiene como lengua habitual o la considera propia. La tercera lengua, el sardo, muestra un uso más bajo.
El Estado italiano, en virtud de la Norma en materia de tutela de las minorías lingüísticas históricas, prevé el uso de lenguas como el catalán en la administración pública, en el sistema educativo así como la puesta en marcha de trasmisiones radiotelevisivas por parte de la RAI siempre que el estatuto de lengua sujeta a tutela sea solicitado al consejo provincial por municipios en los que lo solicite el quince por ciento de la población. Anteriormente, el Consejo Regional de Cerdeña había reconocido la igualdad en dignidad de la lengua sarda con la italiana en toda la isla, así como con otras lenguas de ámbito más reducido, entre las que cita al catalán, en la ciudad de Alguer. La ciudad, por su parte, promulga su tutela y normalización en sus estatutos.

Extensión geográfica del idioma catalán

Debido a su origen catalán, los alguereses denominan a su ciudad Barceloneta, y existen vínculos culturales, fomentados por la Generalidad de Cataluña dentro de su programa de inversión en la extensión de las lengua y cultura catalanas por el mundo, entre Cataluña y Alguer. Entre sus tradiciones vivas destaca el Cant de Sibil·la, que se canta en Nochebuena (como sucede en Mallorca).
En los últimos años ha habido un resurgimiento de la música cantada en la lengua local. Entre los más renombrados protagonistas de esta nueva ola destacan artistas como la cantante Franca Masu.

### Variedades dialectales
Al igual que las demás lenguas románicas de la Península, el catalán es notable por su uniformidad y las variantes dialectales no son demasiado divergentes ni comprometen la comprensión mutua. La división dialectal usada actualmente es la que Manuel Milá y Fontanals propuso en 1861:
- el bloque dialectal oriental (que incluye los dialectos central, insulares y de Francia), y
- el bloque dialectal occidental (que incluye el valenciano y el noroccidental).

Entre estos grandes grupos la diferencia es pequeña, y las discrepancias afectan más bien a la fonética (las vocales no acentuadas), que por tanto no se reflejan en la escritura, y a pequeñas variantes morfológicas y léxicas.
Los bloques dialectales no se pueden delimitar con exactitud porque entre uno y otro siempre hay una franja de transición, más o menos amplia (excepto en los insulares, obviamente). Además, ningún bloque es del todo uniforme: cualquiera de los que hay se pueden dividir en varios dialectos. Ateniéndose a ello, la lengua catalana se puede dividir en dos bloques dialectales y en subdialectos.

### Estándares del catalán

Zonas de habla catalana con los distintos grupos dialectales.

Actualmente existen tres estándares principales para la lengua catalana:
- el regulado por el Institut d'Estudis Catalans (IEC), el estándar general, que tiene como fundamento la ortografía establecida por Pompeu Fabra pero con las características del catalán central más aproximado al de Barcelona, no influenciado por el castellano,
- el regulado, desde 2001, por la Acadèmia Valenciana de la Llengua (AVL), estándar utilizado en la Comunidad Valenciana y el Carche, que parte de la tradición lexicográfica, literaria, y la realidad lingüística genuina valenciana, así como la normativización consolidada, a partir de las llamadas Normas de Castellón,[90]
- el regulado, desde 2013, por la Academia Aragonesa de la Lengua (AAL), estándar utilizado en la Franja de Aragón, a través del Instituto Aragonés del catalán.[91]

El estándar del IEC, aparte de tener como base las características del catalán central, toma también características de otros dialectos considerándolos como estándar.

#### Diferencias
La diferencia más notable entre ambos estándares es la acentuación de muchas "e" tónicas, por ejemplo: francès, anglès, cafè, conèixer, comprèn (IEC) / francés, anglés, café, conéixer, comprén (AVL) (francés, inglés, café, conocer, comprende). Eso es debido a la diferente pronunciación de algunas "e" tónicas, especialmente las Ē ("e" largas) y las Ǐ ("i" breves) tónicas del latín, en ambos bloques del catalán (en el bloque oriental se pronuncian [ɛ] y en el occidental se pronuncian [e]). A pesar de esto, el estándar de la AVL mantiene el acento abierto "è", sin pronunciarse abierto en el bloque occidental, en algunas palabras como son: què, València, sèsam, plèiade, bèstia, sèrie y època (sin embargo, ya muchas palabras se admiten con el acento agudo; como café, francés, interés, estrés, véncer, paréixer, església, sépia, cérvol, éter, mercé, féiem, créiem, etc.).
Otras divergencias son el uso de tl en algunas palabras por la AVL en vez de tll como en ametla / ametlla (almendra), espatla / espatlla (hombro) o butla / butlla (bula), el uso de los determinantes demostrativos elididos (este, eixe) al igual que los reforzados (aquest, aqueix) o el uso de muchas formas verbales comunes en el valenciano, y muchas de ellas extendidas por el bloque occidental, como las formas del subjuntivo o la escritura de los incoativos tanto con -ix- como con -eix- o el uso preferente del morfema -e de la primera persona singular del presente de indicativo en la primera conjugación (-ar), ya que las otras conjugaciones el morfema es -ø: "jo compre", "jo tem", "jo dorm".
En las Islas Baleares se usa el estándar del IEC adaptado al marco dialectal por la sección filológica de la Universidad de las Islas Baleares, el órgano consultivo del Gobierno balear. De esta manera, por ejemplo, el IEC indica que tanto es correcto escribir "cantam" como "cantem" (cantamos) y la Universidad determina que la forma preferente en las Islas tiene que ser "cantam" incluso en los ámbitos formales. Otra característica del estándar balear es la escritura de la primera persona del singular del presente de indicativo, donde no hay desinencia: "jo cant" (yo canto), "jo tem" (yo temo), "jo dorm" (yo duermo).
En Alguer, el IEC ha adaptado el estándar a la variedad algueresa. En este estándar se puede encontrar, entre otras características, el artículo lo de uso general, posesivos especiales la mia, lo sou / la sua, lo tou / la tua, etc., uso de la -v- en el pretérito imperfecto en todas las conjugaciones: cantava (cantaba), creixiva (crecía), llegiva (leía); uso de muchas palabras de carácter arcaico de uso muy corriente en el alguerés: manco por menys (menos), calqui u por algú (alguien), qual / quala por quin / quina (cual), etc. y adaptaciones de los pronombres clíticos.

### Certificados oficiales de catalán
Es necesario diferenciar entre los certificados según el territorio en el que se obtienen, puesto que no son exactamente iguales, aunque son equivalentes.
- En Cataluña, la Junta Permanente de Catalán gestiona los certificados de la Dirección General de Política Lingüística.[92]

- En la Comunidad Valenciana, La Junta Qualificadora de Coneixements de Valencià es la entidad que acredita el conocimiento del valenciano. Existen otras entidades certificadoras homologadas, son La Comisión Interuniversitaria de Estandarización de Acreditaciones de Conocimientos de Valenciano (CIEACOVA) y la Escuela Oficial de Idiomas (EOI).[93] Estos certificados se obtienen de varios niveles: A1; A2; B1; B2; C1; C2; Lenguaje administrativo; Lenguaje en los medios de comunicación y Corrección de textos.[93]

- En Baleares, es la Direcció general de política lingüística, la encargada de este tipo de certificados.[94]

- En el extranjero, el Instituto Ramon Llull convoca pruebas para la obtención del certificado de catalán. Permite certificar los siguientes niveles: A2, B1, B2, C1 y C2. La realización de la prueba requiere el pago de unas tasas, pero hay países que están exentos del pago de tasas. El Instituto Ramon Llull es un consorcio integrado por la Generalidad de Cataluña, el Gobierno de las Islas Baleares y el Ayuntamiento de Barcelona.[95]

### Desarrollo histórico

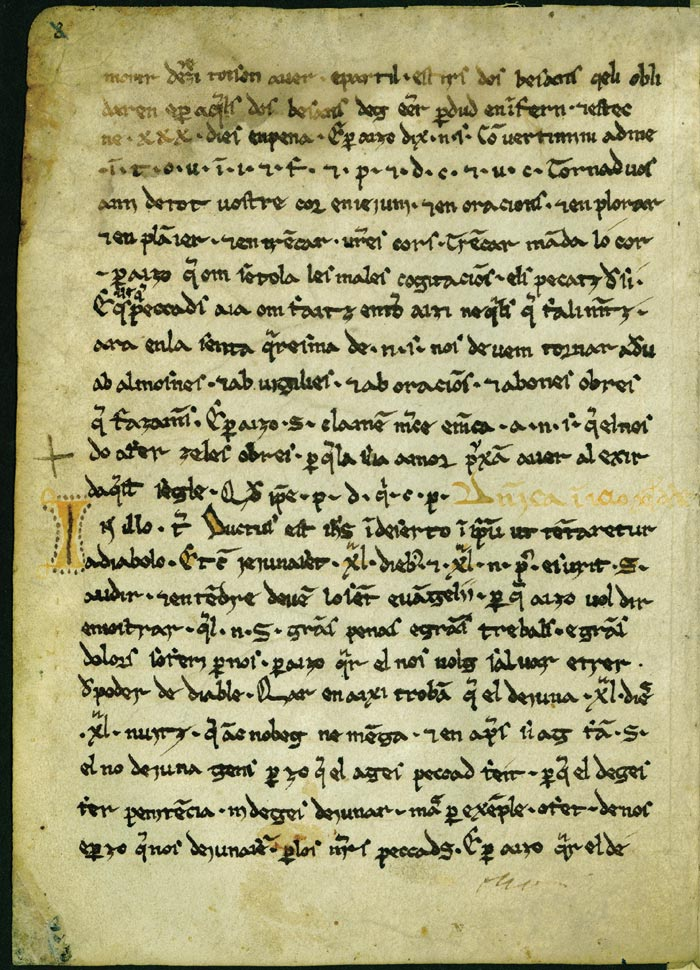
En el aparece el primer texto conocido de carácter literario, las Homilías de Organyà.

Como en todas las lenguas romances, el cambio del latín vulgar al catalán fue gradual y no es posible determinar en qué momento se inicia su historia. Según Coromines, los cambios más radicales debieron producirse en los siglos VII y VIII, pero es difícil saberlo con precisión porque los textos se escribían exclusivamente en un latín artificioso, ajeno a la lengua de uso. 
Ya en el siglo IX y sobre todo en los siglos X y XI, aparecen palabras e incluso frases enteras intercaladas en algo que ya se puede denominar catalán, y documentos breves como el juramento feudal de 1028 o los Greuges de Caboet de 1080-1090, totalmente en catalán. De la primera mitad del siglo XII data la traducción del Forum Iudicum, un fragmento de la cual se conserva en la biblioteca de la Abadía de Montserrat y que ya presenta características lingüísticas más modernas. Desde 1150 hay ya numerosos documentos escritos y hacia finales del siglo XII aparece el primer texto conocido de carácter literario, las Homilías de Organyà, una colección de sermones. 
El catalán medieval de esta etapa, presenta muchas similitudes con la lengua occitana, con la que forma un continuo dialectal que se irá diferenciando con el tiempo hasta formar lenguas claramente diferenciadas, ya en el siglo XIII. El primer texto impreso en catalán, las Obres e trobes en lahors de la Verge Maria, se publicó en 1474 en Valencia.
El catalán se formó en comunidades que poblaban ambos lados de los Pirineos (condados del Rosellón, Ampurias, Besalú, la Cerdaña, Urgel, Pallars y Ribagorza) y se extendió hacia el sur durante la Reconquista en varias fases: Barcelona y Tarragona, Lérida y Tortosa, el antiguo Reino de Valencia, las Islas Baleares y Alguer.
En cuanto al catalán como lengua extranjera, aunque no es una lengua muy difundida, cuenta con una larga tradición que se remonta a la Edad Media, a causa de la expansión medieval de la Corona de Aragón, y en su momento dejó huella especialmente en la Península Itálica y en el vocabulario náutico mediterráneo. Además, la migración valenciana y balear en el siglo XIX dio lugar a nuevos dialectos como el patuet de Argelia. Actualmente, se enseña en varias universidades tanto en Europa como en los EE. UU. e Hispanoamérica, así como en numerosos centros catalanes de todo el mundo.

### Influencia del catalán en otras lenguas
En todo el Mediterráneo, particularmente en el sur de Italia, las islas de mar Tirreno y el norte de Argelia existen lenguas y dialectos que han sido influidos por la lengua catalana. Entre ellos están:
- Sardo (Cerdeña)
- Siciliano (Sicilia)
- Napolitano (Nápoles)
- Sassarés (Sácer, en Cerdeña)
- Gallurés (Gallura, en Cerdeña)
- Castellano churro (comarcas del interior de la Comunidad Valenciana)
- Dialecto murciano (Región de Murcia)
- Árabe argelino (norte de Argelia)[101]

Asimismo, la influencia del catalán se dejó sentir en el suroeste andaluz debido a la emigración catalana a esas tierras, con registros aún conservados en la lengua viva del siglo XXI.

### Número de hablantes

#### Territorios donde tiene estatus oficial
| Región               | Entiende   | Sabe hablar | Lengua habitual |
| -------------------- | ---------- | ----------- | --------------- |
| Cataluña             | 5 837 874  | 4 602 611   | 2 742 600       |
| Comunidad Valenciana | 3 714 654  | 1 274 000   |                 |
| Islas Baleares       | 749 100    | 600 500     | 404 800         |
| Andorra              | 62 762     | 51 587      | 30 405          |
| Total                | 10 364 390 | 7 227 620   | 4 451 805       |

Además, la siguiente tabla muestra la población que tiene el catalán como lengua materna, en los dialectos orientales y occidentales, con datos de 2004:
| Oriental                        | Hablantes      | Occidental           | Hablantes      |
| ------------------------------- | -------------- | -------------------- | -------------- |
| Comarcas Gerundenses            | 262300         | Terres de l'Ebre     | 103900         |
| Comarcas Centrales              | 211500         | Àmbit de Ponent      | 169300         |
| Àrea metropolitana de Barcelona | 1022800        | Alt pirineu          | 34300          |
| Campo de Tarragona              | 145300         | Comunitat Valenciana | 1422590        |
| Islas Baleares                  | 479140         | Franja de Ponent     | 45010          |
|                                 |                | Andorra              | 61975          |
| Total oriental                  | 2121040 (54 %) | Total occidental     | 1837065 (46 %) |

#### Total
| Región          | Entiende   | Sabe hablar | Lengua habitual |
| --------------- | ---------- | ----------- | --------------- |
| Europa          | 10 361 184 | 7 405 898   | 4 453 098       |
| Resto del mundo |            | 350 000     |                 |
| Total           | 10 361 184 | 7 755 898   | 4 453 098       |

### Ámbito educativo
Con la democracia se recuperó la lengua catalana en el ámbito educativo. Sin embargo, la introducción del catalán en las aulas fue muy desigual según el territorio. Así, mientras que en Cataluña y en Baleares se ha adoptado un modelo lingüístico según el cual el catalán es la lengua vehicular principal, en la Comunidad Valenciana se ha seguido un modelo en el cual coexisten como vehiculares tanto el castellano como el valenciano.

### Medios de comunicación en catalán
En los territorios de lengua catalana existen diferentes medios de comunicación en catalán, los cuales conforman el llamado espacio catalán de comunicación. En el ámbito de la prensa hay que destacar la edición en catalán de La Vanguardia y El Periódico de Cataluña, los diarios editados solo en catalán El Punt Avui, Ara y L'Esportiu; la numerosa prensa comarcal en catalán (Segre, Regió7, Diari de Girona, El 9 Nou, etc.), las revistas en catalán (El Temps, Sàpiens, etc.) y los numerosos diarios digitales en catalán (VilaWeb, Racó Català, Nació Digital, Ara.cat, 324.cat, Diari de Balears, etc.). En cuanto a la radio destacan Catalunya Ràdio, IB3 Ràdio, À Punt FM y RAC1 como emisoras generalistas, Catalunya Informació como emisora de información 24 horas, y Catalunya Música, Ràdio Flaixbac, Flaix FM y RAC105 como emisoras musicales. Finalmente, por lo que respecta a la televisión, hay que hacer mención de TV3, IB3 Televisió, À Punt, Andorra Televisió, 8tv y Fibwi4 como canales generalistas y 3/24, SX3/33, Esport3, Barça TV y Fibracat TV como canales temáticos.

### Sistema de escritura
El sistema de escritura también presenta ciertas características particulares:
- El catalán presenta una característica única, la escritura de la -l- geminada: -l·l- (como en intel·ligent –inteligente–).
- La otra característica es la ny [ɲ] (en castellano es equivalente a la "ñ") que se encuentra también en afaan oromo, aragonés, ewe, gã, ganda, húngaro, indonesio, ladino, lingala, malayo, seSoto, suajili, valón, zhuang y zulú.
- La grafía -ig (pronunciada [t͡ʃ] si antes hay vocal y [it͡ʃ] si antes hay una consonante) representada en pocas palabras (como faig –hago/haya–, maig –mayo–, mig –medio–, desig -deseo-, puig –monte–, raig –rayo–, roig –rojo–, vaig –voy–, veig –veo–)-
- La "t+consonante" para la representación de consonantes dobles, como "tm", "tn", "tl", "tll"; o africación, como "tg" y "tj" (setmana, cotna, ametla, bitllet; jutge, platja).

## Descripción lingüística
El catalán tiene unas características lingüísticas específicas que lo diferencian de las lenguas románicas vecinas y se hicieron propias con la evolución local y peculiar del latín vulgar hasta lo que se conoce como lengua catalana. La lengua más cercana al catalán es el occitano, junto con el que forma el grupo occitanorromance. Se ha discutido si el catalán y el occitano deben considerarse una lengua galorromance o iberorromance, sin que haya podido establecerse consenso. De un modo más conservador, se puede afirmar el catalán y el occitano son elaboraciones distintas de un mismo idioma, de un grupo románico central, el occitanorománico, la cuestión de si este grupo occitano-romance es parte del grupo iberorromance o galorromance o independiente permanece abierta.

### Tipología
Tipológicamente, el catalán, al igual que las otras lenguas romances occidentales, es una lengua flexiva fusionante con orden básico SVO y preferencia por la posición de núcleo sintáctico inicial (regens ante rectum o núcleo-complemento).
Las siguientes características son algunas de las mutaciones del latín que se han ido haciendo durante la consolidación del catalán, aunque también se muestran otras características generales.

### Morfología
El catalán es una lengua flexiva fusionante, con una morfología similar a la de las otras lenguas románicas occidentales. Los nombres, adjetivos y muchos determinantes tienen formas diferentes según su número y género gramaticales. Los pronombres personales además tienen formas distintas según el caso gramatical, aunque la distinción de género se reduce a los pronombres sujeto de tercera persona. El verbo tiene un sistema de flexión relativamente complejo, donde cada verbo pertenece a un tipo de conjugación (en catalán los verbos se agrupan usualmente en tres conjugaciones caracterizadas por la terminación del infinitivo). Todas características son compartidas por las lenguas románicas occidentales.
Algunas peculiaridades del catalán son:
- Una parte del catalán (Baleares, Costa gerundense) ha conservado el artículo llamado salat (< latín IPSE, IPSA, IPSU(M)), inicialmente más extendida en catalán antiguo que la forma derivada de ILLE, ILLU(M). Esta forma de artículo solo se ha conservado de manera dominante en el sardo y está en peligro, si no ha desaparecido, en algunas áreas de la Provenza y de Sicilia.
- Los artículos más usuales (y normativos) son el, la, els, les (ahora bien, en hablas occidentales, en el norte de Castellón y en el alguerés perduran aún las formas masculinas lo, los).
- Contrariamente a las variedades iberorrománicas, el catalán practica ciertas elisiones de vocales átonas finales. Algunas se escriben, como el + home > l'home, y otras son orales: quinze anys [kin'zaɲs].
- El femenino plural se forma con -es (casa > cases).
- Existe la formación del pretérito mediante perífrasis con unas formas verbales auxiliares similares a las del presente del verbo anar ("ir") derivadas originalmente del verbo latino VADERE: jo vaig anar, tu vas anar, ell va anar, nosaltres vam / vàrem anar, vosaltres vau / vàreu anar, ells van / varen anar (conjugación del pretérito perifrástico del verbo ir). Esta característica es compartida por el occitano y algunas variedades de aragonés.

### Vocalismo

Alófonos vocálicos del catalán oriental.

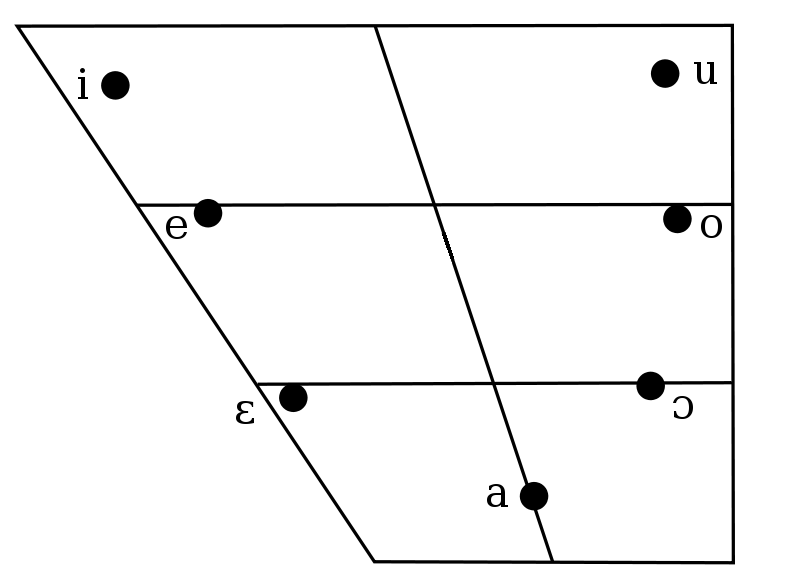
Alófonos vocálicos del catalán occidental.

El sistema vocálico está formado por ocho sonidos vocálicos o alófonos vocálicos diferentes:
- [i] «camí»
- [e] (e cerrada): «teva/teua»
- [ɛ] (e abierta): «mel»
- [a]: «casa»
- [ɔ] (o abierta): «home»
- [o] (o cerrada): «lliçó»
- [u]: «unió»
- [ə] (vocal neutra): «casa» (sonido intermedio entre a y e), solo usada en catalán oriental.

Existen diferencias menores en cómo estos ocho alófonos se agrupan en fonemas. El catalán oriental estándar tiene siete fonemas vocálicos en oposición /i e ɛ a ɔ o u/, aunque en algunas variedades de Baleares los ocho alófonos anteriores están en oposición fonémica. También existen diferencias de realización alofónica entre los dialectos orientales y occidentales.
En sílaba tónica, cualquiera de los sonidos [ i e ɛ a ɔ o u ] puede aparecer en catalán.

En sílaba átona, sin embargo, ocurre un buen número de neutralizaciones:
- En catalán oriental (central, balear, septentrional, alguerés), se dan las siguientes:
  - /e ɛ a/ (es decir, e y a) se neutralizan en [ə]
  - /ɔ o u/ (es decir, o y u) se neutralizan en [u]
- En catalán occidental (noroccidental, valenciano), el sistema átono presenta menos reducciones presentando un sistema con cinco vocales átonas [i e a o u], en lugar de las siete que pueden aparecer en sílaba tónica. Nótese que estas neutralizaciones tienen análogos en otras lenguas occitanorromances como el occitano.

#### Diptongos y triptongos
A diferencia del castellano, suelen ser descendentes. Las pronunciaciones son según el dialecto central (Barcelona y alrededores). Ejemplos:
- Las siguientes palabras incluyen diptongos y por tanto son monosílabas:
mai 'nunca' [maj] / noi 'muchacho' [nɔj] / rei «rey» [rej]
pau 'paz' [paw] / bou 'buey' [bɔw] / neu 'nieve' [new]
diu 'dice' [diw] / vuit 'ocho' [bujt]
- Las siguientes palabras incluyen hiatos y por tanto son bisílabas:
dia 'día' ['di.ə]
cua 'cola' ['ku.ə]
diuen 'dicen' ['diwən]

Los únicos diptongos ascendentes son aquellos del tipo gu(a/o), gü(e/i) y qu(a/o), qü(e/i):
aigua «agua» ['aj.gwə] (2 sílabas)
ungüent «ungüento» [uŋ.'gwɛnt] (2 sílabas)
pingüí «pingüino» [piŋ.'gwi] (2 sílabas)
llenguota «lenguota» [ʎəŋ.gwɔ.tə] (3 sílabas)
quatre «cuatro» ['kwa.tɾə] (2 sílabas)
qüestió «cuestión» [kwəs.ti.'o] (3 sílabas)
aqüífer «acuífero» [ə.'kwi.fəɾ] (3 sílabas)
quota «cuota» ['kwɔ.tə] (2 sílabas)
Los triptongos se forman a partir de aquellos:
aguaitar «observar» [ə.gwəj.'tɑɾ] (3 sílabas)
liqüeu «licuad» [li.'kwɛw] (2 sílabas))
Para formar los hiatos, se añade diéresis sobre la i o la u:
raïm «uva» [rə.'im] (2 sílabas)
taüt «ataúd» [tə.'ut] (2 sílabas)
ruïna «ruina» [ru.'i.nə] (3 sílabas)

#### Evolución histórica
- Características comunes con el grupo llamado occitano, galorrománico y galoitálico:
  - Caída de las vocales átonas finales excepto -A (MŪRU, FLŌRE > mur, flor) que la oponen al grupo iberorrománico que las conserva con la excepción de la -E en ciertas terminaciones (muro pero flor / chor) o italorrománico que lo conserva todo (muro, fiore).
- Características comunes con el occitano:
  - El catalán presenta una riqueza de diptongos: ([aj] mai 'nunca', [ej] rei 'rey', [aw] cau 'cae', [ew] beu 'bebe', [ow] pou 'pozo',... )
- Características que lo oponen al occitano, galorrománico y galoitálico:
  - Conservación de la -u- latina (y ausencia de vocales anteriores redondeadas) (catalán lluna ['ʎuna], occitano luna ['lynɔ], francés lune ['lyn], galoitálico ['lyna]).
  - El catalán oriental presenta cambios de obertura en Ē/Ĕ-Ĭ > *ɛ/*e-*e > protocatalán y balear *e/*ə > catalán central e/ɛ (LĬGNA > cat. llenya [ʎeɲə], occ. lenha [leɲɔ], con excepciones fonéticamente condicionadas y algunas fluctuaciones). En catalán occidental, Ē/Ĕ convergen por lo general en e.
- Características que lo oponen al occitano (de manera genérica):
  - Reducción del diftongo AU a O abierta [ɔ] (CAULIS, PAUCU > col -col-, poc -poco-).
- Características del sur de Romania occidental:
  - El grupo -ACT- se convierte en -ET (LACTE, FACTU > llet -leche-, fet -hecho-)

Diferencias en interdialectales:
- El sistema vocálico difiere entre las principales variedades dialectales de catalán, el sistema de vocales del protorromance /*i, *e, *ɛ, *a, *ɔ, *o, *u/ evolucionó en protocatalán /*i, *ə, *ɛ, *a, *ɔ, *o, *u/ subsiguientemente las diferentes variedades de catalán difieren en el modo en que estas vocales evolucionaron en sílaba tónica y sílaba cerrada. En catalán estándar central /*ə/ > /ɛ/ (por lo que se tienen simultáneamente las evoluciones /*e/ > /*ə/ > /ɛ/ y /*ɛ/ > /e/ (excepto en contacto con las líquidas /r, l, ʎ/), aunque con algunas complicaciones adicionales), mientras que en catalán occidental hay neutralización de /*e, *ɛ/. Finalmente las variedades difieren en la neutralización que se produce en sílabas átonas que tiene mayor alcance en catalán central estándar.

La evolución típica del sistema vocálico tónico puede apreciarse en esta tabla:
| Latín clásico                     | Protorromance                                    | protocatalán                                   | Catalán central                                                            | Castellano / GLOSA                     |
| --------------------------------- | ------------------------------------------------ | ---------------------------------------------- | -------------------------------------------------------------------------- | -------------------------------------- |
| Ī VĪTA                            | /*i/ *vita                                       | /*i/ *vida                                     | /i/ vida [ˈbið̞ə]                                                           | /i/ vida                               |
| Ĭ SICCU(M) PILU(M)                | /*e/ *sẹcọ *pẹlọ *pẹsọ                           | /*ə/ *səc *pəl *pəs                            | /ɛ/ sec [sɛk] pel [pɛɫ] pes [pɛs]                                          | /e/ seco pelo peso                     |
| Ē PĒNSUS                          | /*e/ *sẹcọ *pẹlọ *pẹsọ                           | /*ə/ *səc *pəl *pəs                            | /ɛ/ sec [sɛk] pel [pɛɫ] pes [pɛs]                                          | /e/ seco pelo peso                     |
| Ĕ TĔRRA MĔLE(M) NĔVE(M) MĔMBRU(M) | /*ɛ/ *tęrra *męl(e) *nęve *męmbrọ                | /*ɛ/ *tęrra *męl *nęβ *męmbrę                  | /ɛ/ terra [ˈtɛrə] mel [mɛɫ] /e/ neu [new] membre [ˈmembɾə]                 | /ie/ tierra miel nieve miembro         |
| Ā                                 | /*a/                                             | /*a/                                           | /a/                                                                        | /a/                                    |
| Ă                                 | /*a/                                             | /*a/                                           | /a/                                                                        | /a/                                    |
| Ŏ MŎVIT MŎNSTRA FŎCU(M)           | /*ɔ/ *mǫβi(t) *mǫstra *fǫgo                      | /*ɔ/ *mǫβ *mǫstra *fǫg                         | /ɔ/ mou [mɔu] mostra [mɔstɾə] foc [fɔk]                                    | /we/ mueve muestra fuego               |
| Ō FLŌRE(M) HONŌRE(M) RŌBURE(M)    | /*o/ *flọre *ǫnọre *rọb.re *fọrca *fọrnọ *fọndọs | /*o/ *flọr *onọr *rọβ.re *fọrca *fọrn *fọn(d)s | /o/ flor honor [uˈnoɾ] roure [rowɾə] forca [foɾkə] forn [foɾn] fons [fons] | /o/ flor honor roble horca horno hondo |
| Ŭ FŬRCA FŬRNU(M) FŬNDUS           | /*o/ *flọre *ǫnọre *rọb.re *fọrca *fọrnọ *fọndọs | /*o/ *flọr *onọr *rọβ.re *fọrca *fọrn *fọn(d)s | /o/ flor honor [uˈnoɾ] roure [rowɾə] forca [foɾkə] forn [foɾn] fons [fons] | /o/ flor honor roble horca horno hondo |
| Ū LŪNA CŪNNEA                     | /*u/ *luna *cuńa                                 | /*u/ *ʎuna *cuɲa                               | /u/ lluna [ʎunə] cunya [kuɲə]                                              | /u/ luna cuña                          |

### Consonantes
El inventario de fonemas consonánticos del catalán, especificados mediante rasgos fonéticos binarios, se resume en el cuadro siguiente:
| Rasgos             |               |               |               |               |
| Rasgos             | [+consonante] | [+consonante] | [+consonante] | [+consonante] |
| Rasgos             | [-dorsal]     | [-dorsal]     | [+dorsal]     | [+dorsal]     |
| Rasgos             | [+lab][-cor]  | [-lab][+cor]  | [+pal][-vel]  | [-pal][+vel]  |
| ------------------ | ------------- | ------------- | ------------- | ------------- |
| [-son][-cont]      | /b/ /p/       | /d/ /t/       |               | /g/ /k/       |
| [-son]             |               | /ʣ/ /ʦ/       | /ʤ/ /ʧ/       |               |
| [-son][+cont]      | (v), /f/      | /z/, /s/      | /ʒ/, /ʃ/      |               |
| [+son][+nas]       | /m/           | /n/           | /ɲ/           | /ŋ/           |
| [+son][-nas][+lat] |               | /l/           | /ʎ/           |               |
| [+son][-nas][-lat] |               | /ɾ/ /r/       |               |               |

Como puede verse, usualmente se requieren diez rasgos fonéticos binarios para definir el inventario consonántico anterior de manera unívoca: [+/- dorsal], [+,- coronal], [+,- velar], [+/- sonorante], [+/- africada], [+/- nasal], [+/- lateral], [+/- vibrante múltiple] y [+/- sonora] (el resto de rasgos usados [+/- palatal] y [+/- labial] es redundante y puede deducirse de las combinaciones de los anteriores). Esta cantidad de rasgos es elevada si se compara con el mínimo número teórico de rasgos "abstractos" necesarios que es 5, ya que 25 = 32 > 23 (fonemas).

#### Oclusivas
Las oclusivas devienen en sordas en posición final.
- /p/ p
- /b/ b bilabial en aquellos dialectos donde se conserva la distinción con /v/ labiodental; en los demás dialectos v y b se mezclan dando lugar a la fricativa [β]; [p] en posición final.
- /t/ t dental.
- /d/ d dental, pero es [ð] fricativa entre vocales o líquidas; [t] en posición final.
- /k/ c ante a, o, u; qu ante e, i; qu para /kw/ ante a, o, u; qü para /kw/ ante e, i; ch.
- /g/ g ante a, o, u; gu ante e, i; gu para /gw/ ante a, o, u; gü para /gw/ ante e, i, articulada como /ɣ/ fricativa entre vocales o líquidas, [k] en posición final.

#### Africadas
Las africadas devienen en sordas en posición final, pero la /ts/ y la /tʃ// finales seguidas de vocal son sonoras (/dz/ y /dʒ/.
- /ts/ ts
- /dz/ tz
- /tʃ/ tx; a veces ig al final de palabra; hay muchas excepciones.
- /dʒ/ tj ante a, o, u; tg ante e, i; hay muchas excepciones.
  - En valenciano también se pronuncia la j ante a, o, u y la g ante e, i;

#### Fricativas
Las fricativas en posición final se pronuncian sordas, pero al final de la palabra las /s/ y /ʃ/ seguidas de vocal son sonoras.
- /f/ f
- /v/ v labiodental, en muchos dialectos (los de Cataluña, valenciano septentrional y central) se ha mezclado con b dando origen a la bilabial fricativa /β/
- /s/ s; ss entre vocales; también c ante e, i y ç.
- /z/ z; s entre vocales.
- /ʃ/ x; ix ante vocal o al final de la palabra en x.
  - En el catalán occidental hay muchas excepciones.
- /ʒ/ j ante a, o, u; g ante e, i; ix al final de palabra cuando la siguiente palabra empieza por fonema sonoro; hay muchas excepciones.
  - En valenciano y en catalán occidental, este sonido solo está en ix
- La h es muda

#### Laterales
- /l/ La l catalana es lateral alveolar velarizada sonora [ɫ]. Es diferente de la l castellana.
  - l·l es l geminada, esto se pronuncia como l-l y aparece solo en posición intervocálica.
  - El dígrafo tl en posición intervocálica se asemeja a una l geminada l-l, como en espatla (hombro), excepto en palabras prestadas como atleta.
- /ʎ/ ll, lateral palatal aproximante.
  - tll, es un trígrafo asimilado a una ll geminada [ʎʎ], como en rotllo «rollo».

#### Vibrantes
Hay dos sonidos vibrantes en catalán.
- /ɾ/ vibrante simple, escrita r en todas las posiciones, salvo la inicial.
- /r/ vibrante múltiple, escrita r en posición inicial, rr entre vocales.

#### Nasales
- /m/ m
  - El dígrafo tm en posición intervocálica se asimila a una [m:] geminada, como en setmana «semana», salvo en préstamos como ritme «ritmo».
  - El dígrafo mp al final de sílaba se reduce a [m], como en compte «cuenta», temptar «tentar».
- /n/ n
  - El dígrafo tn en posición intervocálica se asimila a una [n:] geminada, como en cotna «cuero, piel dura», excepto en préstamos como 'ètnia «etnia».
- /ɲ/ ny, nasal palatal, como la ñ castellana.
- /ŋ/ nasal velar, escrita como nc o ng en posición final.

#### Evolución histórica
- Característica de la Romania occidental:
  - Sonorización de -P-, -T-, -C- intervocálicas en -b-, -d-, -g- (CAPRA, CATENA, SECURU > cabra, cadena, segur)

- Características comunes con el conjunto llamado galorrománico:
  - Mantenimiento de los grupos iniciales PL, CL, FL- (PLICARE, CLAVE, FLORE > plegar, clau, flor). Esta característica opone el catalán a las lenguas iberorrománicas (en castellano llegar, en portugués chegar)
  - Como en el francés y en el occitano, se produce una sonorización de fonemas sordos finales cuando el primer fonema de la siguiente palabra es una vocal o es una consonante sonora. Estas sonorizaciones afectan a los fonemas [s], [t], [p], [ʃ], [k] y [tʃ] convirtiéndose en [z], [d], [b], [ʒ], [g] y [dʒ]. Ejemplos (en pronunciación valenciana): "els homes" (los hombres) [els] y [ɔmes] -> [el'zɔmes]; "peix bo" (pescado bueno) [pejʃ] y [bɔ] -> [pejʒ'bɔ]; "blat bord" (trigo silvestre) [blat] y [boɾ(t)] -> [blad'boɾ(t)].

- Características comunes con el occitano (lenguadociano más precisamente)
  - Caída de -N intervocálica convertida final en el léxico (PANE, VINU > pa -pan-, vi -vino-). A diferencia del lenguadociano, el plural conserva esta [n] (ex: pans, vins) excepto en algunas hablas septentrionales.
  - Ensordecimiento de las consonantes finales: verd [t], àrab [p], diàleg [k]...

- Características específicas, Las características más peculiares del catalán son las siguientes, que casi no se encuentran en ninguna otra variedad de la Romania:
  - -D intervocálica convertida implosiva pasa a -u (PEDE, CRĔDĔRE > *PĔD, *CRĔD-RE peu 'pie', creure 'creer')
  - -C + e, i, final > -u (*CRUC(E) > *crou > creu 'cruz', PACE(M) > pau 'paz')
  - Las terminaciones -TIS en la flexión verbal (2a persona del plural) han derivado a -u (Ejemplo: MIRATIS 'miráis' > *miratz > *mirau > mirau/mireu.

- Otras características, también originales, tienen una extensión superior a las lenguas románicas.
  - Reducción de los grupos consonánticos -MB-, -ND- > -m-, -n- (CAMBA, CUMBA, MANDARE, BINDA > cama -ant. cama, pierna-, coma -coma-, manar -mandar-, bena -venda-), característica compartida con el occitano gascón y el lenguadociano meridional.
  - Palatalización de L- inicial (LUNA, LEGE > lluna -luna-, llei -ley-). Esta característica se encuentra en el foixeño (occitano) y en astur-leonés.
  - Palatalización del grupo -NN- (ANNUS > any -año-, CANNA > canya -caña-), característica compartida con el castellano.
  - Palatalización de -is- procedente de -X-, SC- (COXA, PISCE > cuixa -muslo-, peix -pez, pescado-)
  - Mantenimiento de africadas protorrománicas de J, G + e, i (JACTARE, GELARE> gitar -acostarse-, gelar -helar-)
  - Presencia de geminadas: setmana [mm], cotna [nn], espatlla [ʎʎ] (o espatla [ll]), intel·ligent [ll]. Estas solo son comunes al occitano y a las variedades itálicas.

### Préstamos lingüísticos
La mayoría de palabras del catalán proceden del latín, aunque existen también una fracción apreciable de préstamos históricos de otras lenguas como: las lenguas germánicas como el gótico (Ramon 'Ramón', espia 'espía', ganivet 'cuchillo'... y los topónimos acabados en -reny, como Gisclareny) y más recientemente el inglés (bar, web, revòlver...); otras lenguas románicas como el francés (brioix, garatge, fitxa...), el italiano (piano, macarró, pantà, pilot...), el occitano (espasa 'espada', beutat, daurar, aimia, el sufijo -aire...) y el del castellano (bolero, lloro, burro...); el árabe (alcohol, sucre, alcova...y muchos topónimos como Benicàssim, Albocàsser...), también el euskera (esquerra 'izquierda', isard 'gamuza, rebeco, sarrio', estalviar... 'ahorrar', y muchos topónimos como Aran y Benavarri...).

## Otras representaciones
Signografía braille de los caracteres del catalán.

a
b
c
d
e
f
g
h
i
j
k
l
m
n
o
p
q
r
s
t
u
v
w
x
y
z
à
é
è
í
ï
ó
ò
ú
ü
ç
·